# Eugongylus albofasciolatus
Eugongylus albofasciolatus — вид сцинкоподібних ящірок родини сцинкових (Scincidae). Мешкає на островах Меланезії і Мікронезії.

## Поширення і екологія
Eugongylus albofasciolatus мешкають на островах Манам і Каркар, розташованих на схід від Нової Гвінеї, на островах архіпелагу Бісмарка та на Соломонових, Каролінських і Маршаллових островах. Вони живуть в тропічних лісах, в садах і на плантаціях. Живляться комахами та іншими безхребетними.